# リ・キョンオク
リ・キョンオク（朝鮮語: 리경옥、英語: Ri Kyong Ok、 1980年1月3日- ）は、北朝鮮の柔道選手。階級は48kg級。身長157cm。

## 人物
2001年のアジア選手権48kg級で優勝した。世界選手権では決勝まで進むものの、日本の田村亮子に1－2の判定で惜敗したが銀メダルを獲得した。翌年のアジア競技大会では3位だった。2004年のアジア選手権では2位になるが、アテネオリンピックでは初戦で敗れた。

## 主な戦績
- 2001年 - ドイツ国際　3位
- 2001年 - アジア選手権　優勝
- 2001年 - 世界選手権　2位
- 2002年 - アジア競技大会　3位
- 2004年 - アジア選手権　2位